# Koopman & Bolink

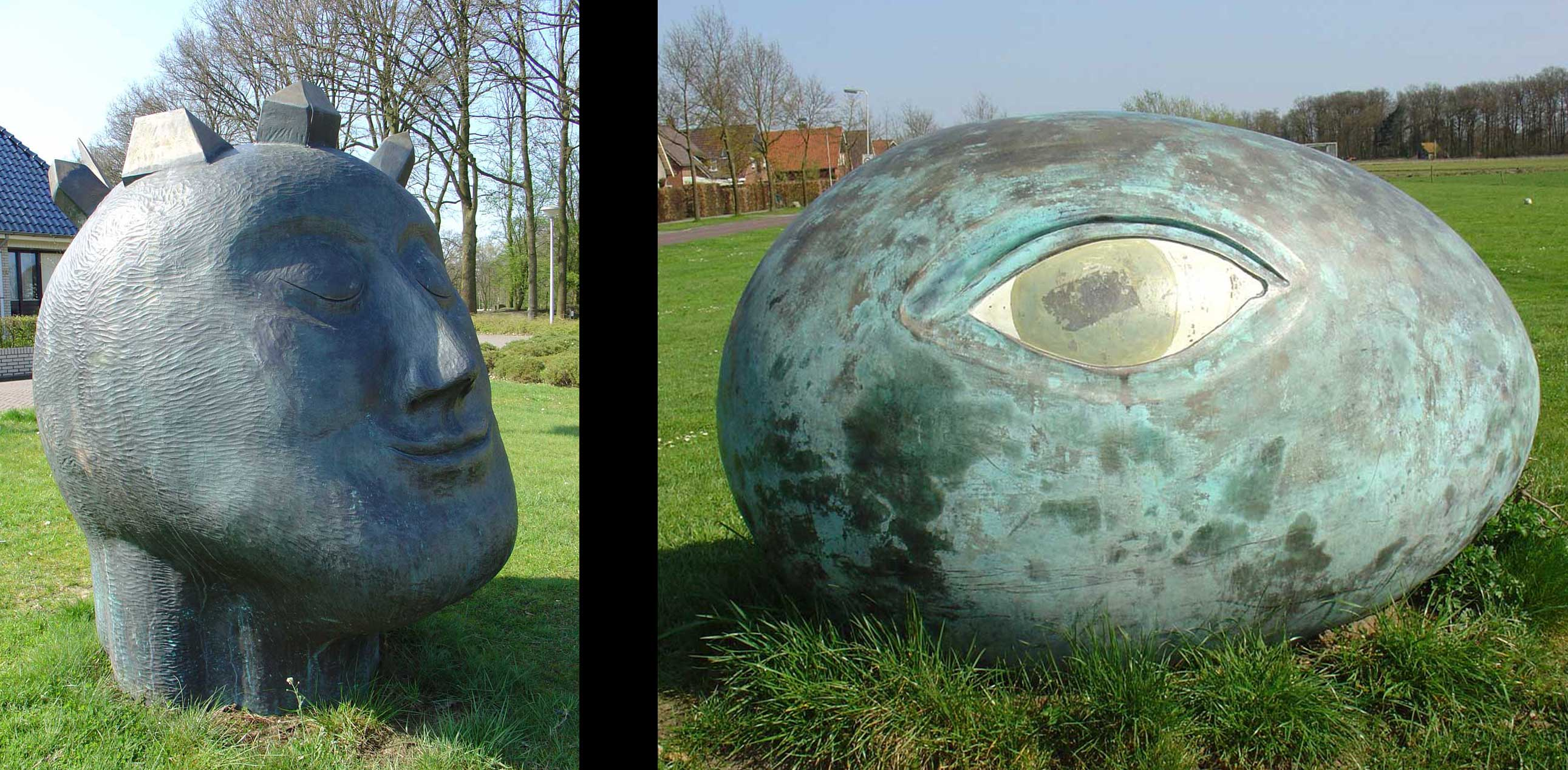
Van oud naar nieuw (1998) in Ootmarsum

Koopman & Bolink was een samenwerkingsverband (1985-2013) van de beeldend kunstenaars Gerard Koopman en Frank Bolink, dat in Nederland kunstwerken voor de openbare ruimte creëerde op het raakvlak van architectuur en beeldende kunst.

## Gerard Koopman
Gerard Koopman (17 februari 1938) is een Nederlandse architect en beeldhouwer.
Hij werd van 1953 tot 1957 opgeleid aan de afdeling architectuur van de Academie voor Kunst en Industrie (AKI) in Enschede. In 1957 werd hij stagiair bij de NTS, afdeling decorbouw en vanaf 1960 had hij een eigen architectenbureau.

## Frank Bolink
Frank Elebert Bolink (Enschede, 31 januari 1943) is een Nederlandse interieurarchitect, schilder, beeldhouwer en keramist, woonachtig in de Duitse stad Nordhorn.
Hij studeerde binnenhuisarchitectuur aan de AKI in Enschede en startte in 1964 een eigen bureau. Van 1968 tot 2002 was hij docent aan de AKI.

## Werken (selectie)

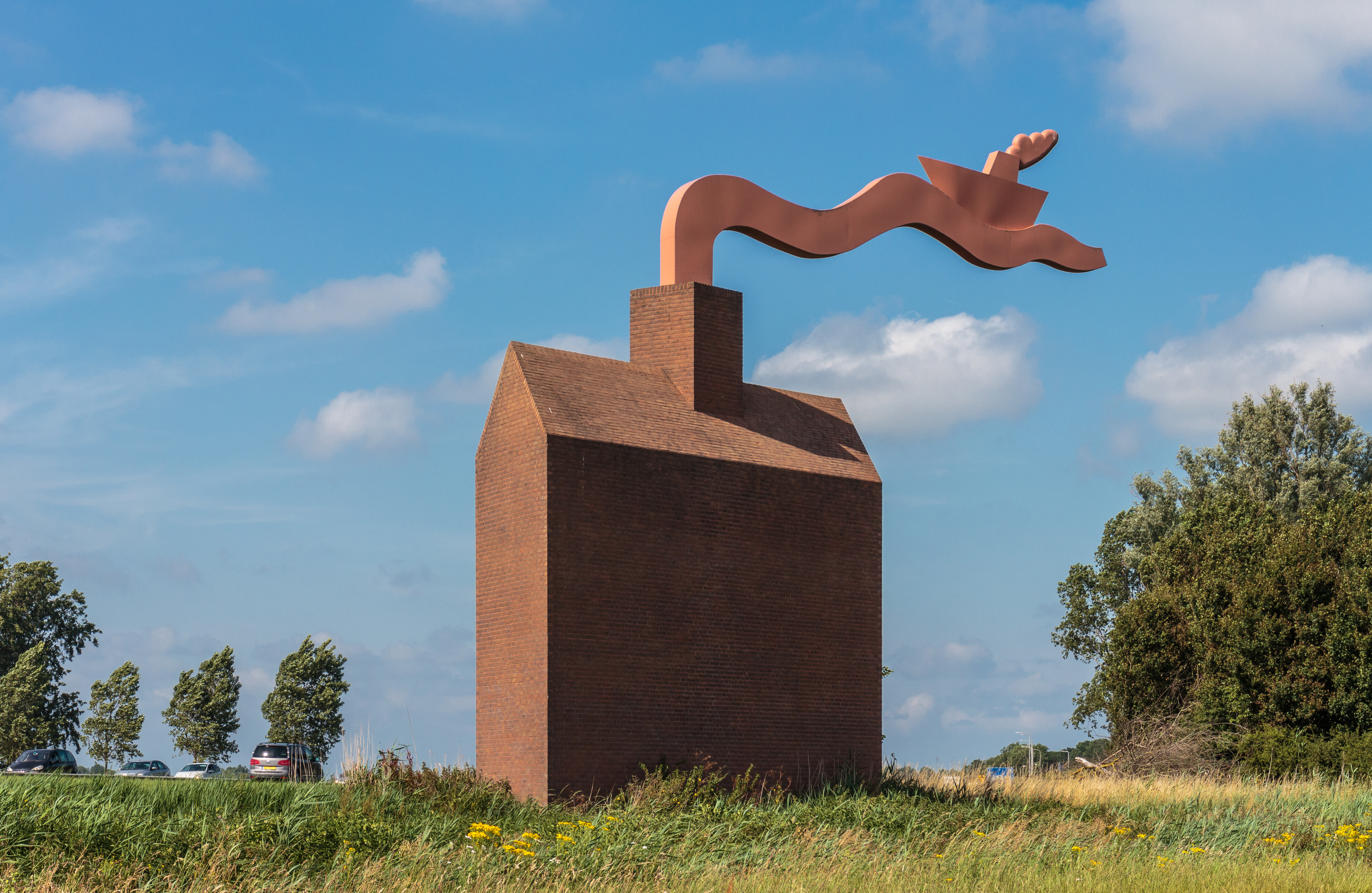
Het Ketelhuisje (1993) A6 nabij de Ketelbrug

- 1985 - Toren TPZ, Twentsch Psychiatrisch Ziekenhuis in Enschede
- 1985 - Drie fonteinen voor Nordhorn
- 1994 - Monument Noordoostpolder, bijgenaamd het Ketelhuisje, bij de Ketelbrug in Emmeloord
- 1994 - Glazen boot in Enschede
- 1998 - Van oud naar nieuw, Alleeweg in Ootmarsum
- 1999 - Huis op tafel, rotonde Culemborg
- 1999 - Beeldengroep, Vechtdalcollege in Hardenberg
- 2003 - Glazen bos (ter vervanging van het gelijknamige werk uit 1988), Haaksbergen
- 2004 - Vis op wielen, rotonde Hoogmadeseweg in Leiderdorp
- 2010 - Boothuis, Langs de A6

Voorts de werken: Twaalf bomen van glas in Enschede, Twee hoofden met loopbrug in Hellendoorn en Paard dat halverwege kar wordt in Deventer.